# 莲池县
莲池县，古县名。
渤海国置，治所在今朝鮮国咸镜道莲花山附近。属晴州（包括有天睛县、神阳县、莲池县、狼山县、仙岩县）。辽朝时废。 